# Gaderská dolina
Gaderská dolina nebo Gader je údolí nacházející se ve středu turčanské části Velké Fatry na území obce Blatnica v okrese Martin. Dnes je jednou z nejznámějších údolí Slovenska, nejen proto, že je pohodlnou a zajímavou přístupovou cestou na Ostredok, Křížnou a ostatní vrcholy hlavního hřebene, ale zejména proto, že na tomto poměrně malém území je nahromaděna řada přírodních krás a zajímavostí.

## Historie
V roce 1921 Blatničtí rodáci bratři Siakeľovi v Gaderské dolině natočili první film o Jánošíkovi. Zde vznikly v třicátých a šedesátých letech 20. století i části druhého a třetího Bielikova filmu o tomto lidovém hrdinovi.
Svéráznost a bohaté geologické členění Gaderské doliny ovlivnily horotvorné procesy v dávné minulosti. Ze skalních útesů Tlsté, stejně jako ze štíhlých věží Skalné k nám promlouvá dávná minulost. Šedé vápence a bílé dolomity jsou pozůstatky tropického moře, ve kterém kdysi vznikly. Pod Křížnou našli geologové úlomky korálových útesů a zkamenělé ulity dávno vymřelých mořských živočichů.
O mohutných horotvorných přesunech, které celé toto území poznamenaly, svědčí impozantní stěny zvrásněných vápenců v Koňském dole, na Muráni, četné soutěsky a převisy v Dedošové, Lubené, Sokolově a celý vrcholový amfiteátr Tlsté.
Město věží Skalná, vrchol Ostré, Pekárová a celá jižní dolomitická oblast s Blatnickou a Žarnovickou dolinou přitahují návštěvníky pitoreskností skalních útvarů. Jsou to však pouze drobné trhlinky v obrovských dolomitech. Vznikly při pohybu a tlaku celých ker, které byly základem pro toto velké sochařské dílo přírody. Do dnešních tvarů je pak vymodelovaly v průběhu mnoha tisíciletí slunce, voda, vítr a mráz.
Od té doby, co se celá oblast stala souší, provedla voda velkolepé dílo zejména ve vápencích. Četné jeskyně, skalní dutiny, soutěsky, terasy, sloupy, brány a tunely se zde střídají s impozantními skalními věžemi z dolomitů a nápadně kontrastují s hladkými hřebeny sousední Necpalské doliny, nebo holnatými hřebeny Ostredku a Krížné, které údolí uzavírají.
Branou do celého komplexu Gaderské doliny je vesnička Blatnica. Archeologické vykopávky svědčí o tom, že již v dávné minulosti zde sídlil člověk. Mezi nejvýznamnější památky patří sídliště Keltů, z doby železné, na blízké Plešovici. Z doby "slovanské" zase pochází vzácný blatnický meč, nalezený v roce 1876 v mohyle v katastru obce.
Asi půl hodiny cesty od Blatnice vyčnívají na bradelnatém, smrky porostlém hřebeni zříceniny Blatnického hradu. Vznikl na přelomu 13. a 14. století, kdy ho dal postavit zvolenský župan Mikuláš Donč, aby hlídal cestu „magna via“ (velká cesta), vedoucí z Nitry na Liptov a Oravu až do Polska. Poté byl ve vlastnictví kastelána Petra z Brezovca, v té době ztratil význam, protože se začala používat nová západnější cesta a z velké cesty se stala „antiqua via“ (stará cesta). Posledními významnými vlastníky hradu byli od roku 1539 až do roku 1945 Révaiové, během jejich vlády prošel hrad rozsáhlou přestavbou. V roce 1742 byl hrad částečně zničen a od té doby postupně chátrá. Dnes jeho zříceniny zapadají do přírodní scenérie Gaderské doliny a hlásají zašlou slávu turčanských velmožů, kteří v středověku vládli nad tímto územím.

## Údolí
Přímo nad Blatnicí se vypíná rozložitá Tlstá s mohutnými vápencovými galeriemi a kolmými stěnami, které klesají přímo do údolí. V masivu Tlsté se nacházejí četné díry a jeskyně různých velikostí. Nejznámější z nich je jeskyně Mažarná, v níž se našly zbytky jeskynního medvěda (dnes ve sbírkách SNM v Martině). Jeskyně byla i sídlem člověka z mladší doby kamenné. Z vrcholu Tlsté je úchvatný pohled na sousední Ostrou, Kozí skalu, hlavní hřeben Velké Fatry a na celou Turčianskou kotlinu.
Směrem k hlavnímu hřebeni jsou úbočí strmější, mohutnější, údolí se zužuje a stěny soutěsky se přibližují. V horní části se Gader dělí na dvě větve, levostrannou Dedošovou dolinu, která pokračuje směrem do Drobkova a Větrného a pro pravostranné údolí Selenec. Do Selence se vstupuje přes mohutnou Čertovu bránu, za kterou se údolí rozšiřuje. Z rozeklaných dolomitových skal nejvíce vyniká město skalních věží Skalná dolina s nejvyšším bodem 1 290 metrů. Asi po pěti kilometrech uzavírá údolí národní přírodní rezervace Padva, domov medvěda hnědého. Je to pralesovitý kout se šumícími vodopády, který byl pro své výjimečné geomorfologické, botanické a zoologické hodnoty vyhlášen v roce 1972 Národní přírodní rezervací. Zatímco Dedošová dolina přechází v závěru do hlavního hřebene Velké Fatry, Selenec zakončují strmé svahy Smrekova s vyčnívajícími skalními jehlami, které jsou hustě porostlé kosodřevinou.

### Vodstvo
Oběma údolími tečou čisté potoky, které místy stékají strmými kaskádami. V čisté, studené vodě se objevují pstruzi a lipani. Po tisíciletích dravé proudy potoků vyhloubily dnešní údolí a vymodelovaly v ní různé útvary.

### Fauna a flóra
Gaderská dolina a její boční údolí jsou bohatě zalesněné. Rostou zde smíšené porosty s převahou buku, smrku a borovice. Místy se najde i javor, jedle a tis evropský. Staré jedle, smrky a borovice se vypínají na strmých srázech, galeriích a terasách Tlsté, Pekárové, Skalné a Koňského dolu.
Zvláštní pozornost návštěvníka si zaslouží květena Gaderské doliny, který je opravdovou botanickou zahradou. Na skalách kvete zlatavá prvosenka holá, nádherný koniklec slovenský, brambořík fatranský, bílozelený vemeník dvoulistý, protěž alpská, nápadný střevíčník pantoflíček, hvězdnice alpská, lilie zlatohlavá, jelení jazyk celolistý, vzácný lýkovec vonný a další druhy. Většinu z nich popsala první slovenská botanička Izabela Textorisová, která dlouhá léta působila v Blatnici. V Gaderské dolině a na západních svazích Velké Fatry roste i mnoho léčivých bylin, z nichž Blatničané lisovali v minulosti známé olejíčky. Později se z nich stali podomní obchodníci, bylinkáři, kteří cestovali se svými výrobky po celé Evropě, Malé Asii, pronikli dokonce i do Ruska a na Sibiř. Jejich stylové domy s typickými bránami jsou do dnešních dnů součástí architektury Blatnice.
Gader je bohatý i na různé druhy živočichů. Z lovné zvěře se zde vyskytuje především jelení zvěř, divočák, liška a vzácně i srnčí zvěř. V letech 1956–1960 bylo do Gaderské doliny vypuštěno postupně dvacet kamzíků alpského původu, kteří byli dovezeni z lokalit v České Kamenici a Jeseníků z České republiky. Kamzíkům se v Gaderské dolině dobře daří, zdržují se zejména na skalnatých místech v zóně nesouvislého lesa.
Hluboké lesy jsou domovem medvěda hnědého, jehož početní stavy se v poslední době výrazně zvýšily. Jeho rozšíření na Slovensku je ve Velké Fatře druhé největší po Nízkých Tatrách. Z dravců se v lesích vyskytuje i vzácný rys ostrovid a také vlk obecný. V údolí operují smečky vlků, které se sem tlačí z liptovské strany a z Ľubochnianské doliny. Jejich početní stavy se v poslední době zvýšily, čímž vzrostl i jejich tlak zejména na černou a vysokou zvěř, ale také na kamzíky.
Pestrou a druhově bohatou skupinu fauny zde tvoří ptactvo, zejména dravci v čele se vzácným a řídce se vyskytujícím orlem skalním, dále zde hnízdí výr velký, krkavec velký, poštolka obecná a také vzácný sokol stěhovavý. V hlubokých lesích žijí kurovití ptáci jako tetřev hlušec, jeřábek lesní. Zajímavým ptákem, který na sebe upozorňuje svým skřípavým hlasem, je ořešník kropenatý. Z datlů zde žije vzácný datlík tříprstý, datel černý a strakapoud bělohřbetý. V nemalé míře jsou zde zastoupeny i sýkory, králíčci, šoupálek, pěvuška modrá, křivka obecná, hýl obecný, čížek obecný a jiné. Typickým ptákem skal je vzácný zedníček skalní. V několika jeskyních kolem Tlusté se vyskytuje několik druhů netopýrů. Celkově zde žije okolo 110 hnízdících druhů ptáků.
Široce je zastoupeno i drobné živočišstvo a hmyz. Z obojživelníků žijí ve zdejších lesích tři významné druhy čolků a to mlok skvrnitý, krásné zbarvený mlok horský a vzácný mlok karpatský. Ze žab jsou hojné skokan hnědý a kuňka žlutobřichá, vzácněji se vyskytují ropucha obecná a ropucha zelená. Z plazů jsou zde zastoupeni ještěrka obecná a ještěrka živorodá, kterou můžeme vidět i ve vyšších polohách. Na okrajích luk a slunných místech žije slepýš křehký, užovka hladká a také nejznámější slovenský had, zmije obecná. Z bohatého světa hmyzu zde žijí nápadní tesaříci, více druhů střevlíků, nosatci, mandelinky a jiné. Z motýlů zde poletují okáči, perleťovci, zákonem chráněný jasoň červenooký, otakárci a mnoho dalších. Svět hmyzu je pro návštěvníka nápadný zejména v horkých letních dnech, kdy je vzduch prosycen vůní kvetoucích květů, které jsou pro mnohé druhy velkým lákadlem.
V Gaderské dolině se nacházejí téměř všechny chráněné druhy živočichů a rostlin, které se vyskytují v celé Velké Fatře. Je to téměř 3 000 druhů bezobratlých, 110 druhů ptáků a 60 druhů savců. I proto byl komplex Tlsté vyhlášen v roce 1972 Národní přírodní rezervací Tlstá a v roce 2002 Velká Fatra devátým slovenským národním parkem. Z Blatnice vede údolím na Blatnický hrad naučný chodník s pěti zastávkami a délkou trasy 1,8 km.
Pod pojem Gader se dnes zahrnují i ostatní údolí, které se nacházejí mezi Blatnici a hlavním hřebenem Velké Fatry. Součástí tohoto komplexu jsou již zmíněné údolí Dedošová a Selenec, ale i sousední Blatnická dolina, která se jim v mnohém podobá. Toto údolí je součástí turistického okruhu Blatnica – Blatnická dolina – Kráľova studňa – Dedošová dolina – Gaderská dolina – Blatnica.